# レイバンアラスカ航空
レイバンアラスカ航空（レイバンアラスカこうくう、英：Ravn Alaska）は、アメリカ合衆国アラスカ州アンカレッジを本拠に置く航空会社である。会社の名前にあるレイバンとは英語でワタリカラスである。

## 歴史

### 設立
元々はアメリカ政府がアラスカ州の地図を作るため、ヘリコプターのチャーター運航する会社として1948年設立。
当時の社名はEconomy Helicoptersであった。

### エラアラスカ航空として

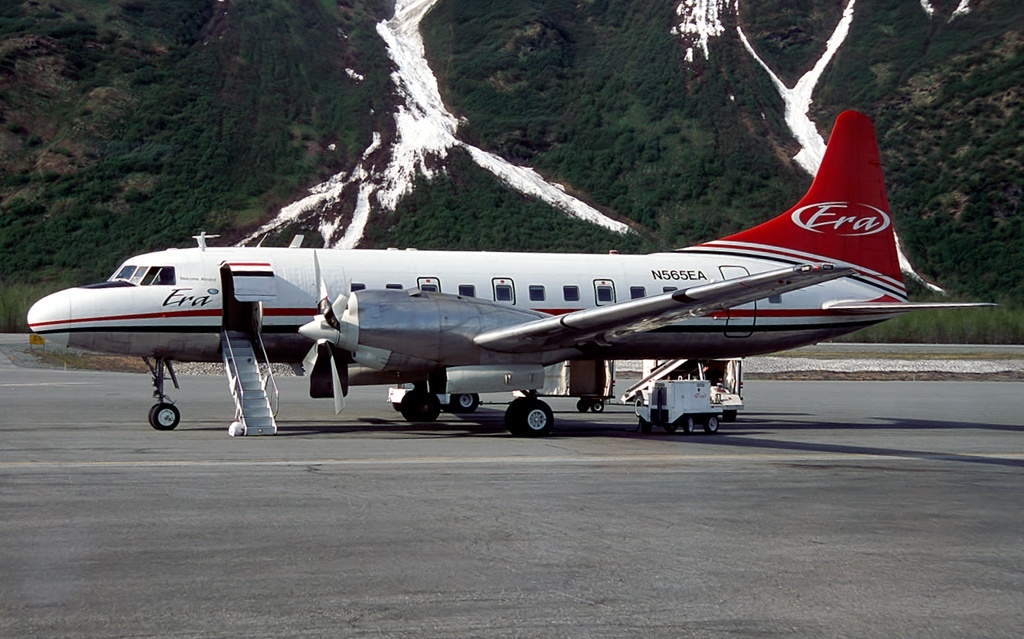
エラアラスカ航空時代のコンベア580

会社設立の数年後、社名をエラアラスカ航空に改める。その後、ツインオッターやコンベア580を導入。
新たにコツエビュー、キーナイ、コディアク、ホーマーに就航した。

### 連邦倒産法第11章申請と社名変更
会社の資金不足により2006年に連邦倒産法第11章の適用を受けたが、運航を継続した。
その後フロンティアフライイングサービスに買収され経営再建に成功し、連邦倒産法第11章の適用から外れた。
2012年に他の会社からの差別化のため社名をレイバンアラスカ航空に変更。

## 運航機材
| 機材                             | 保有数 | 座席数 | 備考                       |
| -------------------------------- | ------ | ------ | -------------------------- |
| ビーチクラフト1900C              | ８     | 9‐19   | 一機は貨物専用             |
| ビーチクラフト1900D              | ３     | 19     |                            |
| デ・ハビランド・カナダ DHC-8‐100 | 10     | 29‐37  |                            |
| セスナ206                        | 20     | ６     |                            |
| セスナ208                        | 15     | 0‐9    | 2013年の墜落事故で一機損失 |
| セスナ180                        | 1      | ５     |                            |
| パイパーPA-31                    | 8      | 8      |                            |
| セスナF406                       | 4      | 9      |                            |
| ショート330                      | 2      | －     | 貨物専用機                 |

### 画像
- ビーチクラフト1900C